# Dąbrówka (gmina Adamów)
Dąbrówka – wieś w Polsce położona w województwie lubelskim, w powiecie łukowskim, w gminie Adamów.
| SIMC    | Nazwa    | Rodzaj    |
| ------- | -------- | --------- |
| 0667922 | Zarzecze | część wsi |

Wierni Kościoła rzymskokatolickiego należą do parafii Nawiedzenia Najświętszej Maryi Panny w Woli Gułowskiej.
W latach 1975–1998 miejscowość należała administracyjnie do województwa siedleckiego.
Wieś stanowi sołectwo w gminie Adamów. Według Narodowego Spisu Powszechnego z roku 2011 wieś liczyła 165 mieszkańców.